# 科布萊韋
46°39′37″N 31°12′26″E / 46.66028°N 31.20722°E

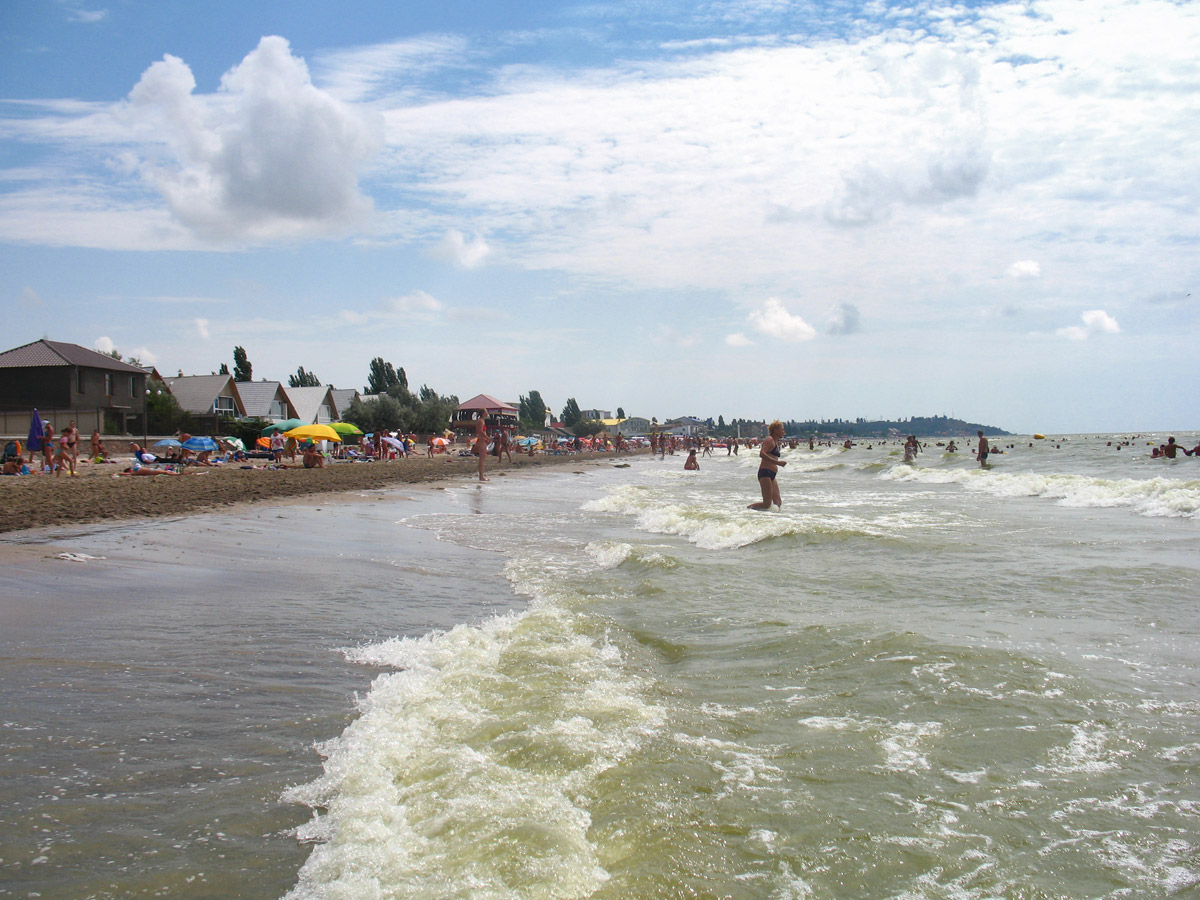

科布萊韋（羅馬化：Kobleve）是烏克蘭南部的村莊，隸屬尼古拉耶夫州尼古拉耶夫區的科布萊韋市鎮，並為該市鎮的行政中心。該村始建於1850年，面積1.45平方公里，海拔高度26米，2001年人口2,385，人口密度每平方公里1,644.8人。